# 久保田紀昭
久保田 紀昭（くぼた としあき、生年月日非公表）は、日本の弁護士（登録番号:21085、東京弁護士会所属）、元タレントである。

## 概要
- 東京学芸大学教育学部附属高校を経て、1985年3月、中央大学法学部卒業。司法修習第41期。
- 父親も弁護士であり、自分の法律事務所を持っている。
- かつて日本テレビ『行列のできる法律相談所』に「史上最強の弁護士軍団」のメンバーとしてレギュラー出演していた。「六法全書の申し子」と紹介されていた。それ以前にもTBSテレビの『ウンナンの桜吹雪は知っている』に出演していた。

### 行列のできる法律相談所
『行列のできる法律相談所』には前身にあたる特別番組『絶対に訴えてやるぞ!!芸能人VS弁護士軍団・大爆笑!法律バトル』時代から北村晴男、丸山和也とともにレギュラー出演していた。北村とは司法研修所の同期で、弁護士会の野球部のチームメートでもあり、もともと他の出演者より関係は深い。

### 名誉毀損訴訟・行列降板・その後
2002年12月、株式会社噂の真相が発行している月刊誌『噂の眞相』にキャバクラ通いを報じられた（久保田がキャバクラ嬢に「乳首触らせて」と下ネタを言っていたとの間違った記事も掲載された）。名誉毀損およびプライバシーと肖像権の侵害による不法行為による損害賠償請求をしたところ、2004年2月19日東京地裁は請求の一部を認め、『噂の真相』側へ名誉毀損で30万円の賠償を命じた（プライバシーと肖像権の侵害は認めず）。久保田側は「弁護士のプライバシーを著しく狭めるもの」と判決を不服とし、さらに控訴した。しかし同年7月14日に棄却され、判決は確定した。
なお、株式会社噂の真相は別のキャバ嬢の証人尋問を行ったが、2月19日の一審判決ではキャバ嬢に対して「乳首触らせて」と発言した部分について「報道の事実が証明されていない」として、記事の違法性を認めた。
2003年3月を以って、「もう潮時」「本業に専念する」との理由等で『行列のできる法律相談所』を降板。4月から橋下徹と交代した。なお、『週刊現代』2003年7月19日号「テレビはこう作られる(8)『行列のできる法律相談所』あの弁護士は信用できるの!?」などで、久保田本人が降板理由について言及し、弁護士の過度のタレント化を批判している。出演した最後の回の同番組では降板には触れられなかった。後任として橋下が初登場した回でも降板には一切触れずに「茶髪の風雲児登場!」と、新たに登場することを紹介するだけの進行がされた。降板後、同番組で過去の映像を流す際、映像の使用回数制限のため久保田にはモザイクやCGでぼかし処理がされている。